# 頡利可汗
頡利可汗（拉丁轉寫：Illig-qaγan；？—634年2月13日），原名阿史那咄苾是東突厥汗国最後一任可汗（620年—630年），在位10年。

## 生平
咄苾初為莫賀咄設，是启民可汗染干第三子，處羅可汗之弟。唐高祖武德三年（620年）處羅去世，其妻隋朝義成公主立咄苾繼位，號頡利可汗。頡利後來以義成公主為妻。以始毕可汗子什钵苾为突利可汗，是小可汗。以隋朝齐王之子杨政道为隋王。頡利自恃兵马强壮，在位時连年逾越长城侵擾中国唐朝。隋末群雄梁师都、刘黑闼、苑君璋等都依附他的势力。唐高祖李渊在统一中国之前，退容以求平和，多加赐予。武德七年（624年）七月：頡利可汗与突利可汗联兵南下攻唐，被秦王李世民抵御，中唐反间计，与突利相互猪忌，军力大衰，求和，请互市。武德八年（625年），率十余万骑攻打朔州。次年，兵临渭水，迫刚刚即位太宗李世民倾府库以约和，亲自与他会盟于便桥，退军，史称“渭水之盟”。內政方面，頡利重用漢人趙德言，但德言「專其威福，多變更舊俗，政令煩苛」，引起突厥人的不滿，另外頡利「又好信任諸胡而疏突厥」。厚待粟特胡，重敛诸属部。
唐太宗貞觀元年（627年），東突厥遭受雪災，「雜畜多死，連年饑饉，民皆凍餒」，但頡利反而加重了諸部的負擔，「由是內外離怨，諸部多叛」。薛延陀、回纥、拔野古等十余部相率反抗。他派突利征讨，兵败，将突利拘押，二人生隙。次年发兵攻突利，突利向唐求助。唐太宗于貞觀三年（629年）八月任命李靖為行軍總管，出兵征伐東突厥。薛延陀也从北部出击。貞觀四年（630年）三月，定襄（今内蒙古自治区和林格尔县西北）被袭，頡利兵敗阴山。頡利余下部众数万，逃到铁山，遣使请求归附。唐太宗允许。但李靖担心其逃到更远而无法全歼，于是出兵，将其余众消灭，义成公主死于乱军。頡利骑着千里马逃跑不成，李世勣軍於磧口拦截，唐将张宝相成功将其俘获。唐軍把頡利父子押送到長安，东突厥汗国灭亡。唐太宗在他面前列舉其罪，然後免其一死，安置他在唐長安城。頡利不习惯長安生活，「鬱鬱不得志，與其家人或相對悲歌而泣」。唐太宗打算封頡利為虢州刺史，頡利不願赴任，改授右衛大將軍。貞觀八年正月十日（634年2月13日）頡利去世，追赠歸義王，諡曰荒，以突厥習俗火葬。吐谷浑邪、阿史那苏尼失为他殉葬。

## 家庭

### 子女
- 阿史那叠罗施
- 阿史那婆罗门，唐朝右屯卫郎将[2]

## 影视作品
- 1993年电视剧《唐太宗李世民》王圻生饰演颉利可汗
- 2006年电视剧《贞观之治》韩东饰演颉利可汗
- 2007年电视剧《贞观长歌》涂们饰演颉利可汗
- 2021年电视剧《长歌行》晋松饰演延利可汗
- 待播电视剧《天下长安》艾克拜尔·黑血饰演颉利可汗

## 延伸阅读
[在维基数据编辑]
 《舊唐書·卷194上》，出自刘昫《舊唐書》